# Hoplitis rugidorsis
Hoplitis rugidorsis är en biart som först beskrevs av Pérez 1895.  Hoplitis rugidorsis ingår i släktet gnagbin, och familjen buksamlarbin. Inga underarter finns listade i Catalogue of Life.